# ФК Далас
ФК „Далас“ e футболен отбор, който играе в МЛС, първенството на Съединените американски щати. ФК Далас е основан като професионален футболен отбор през 1995 г.
Отборът носи името ФК „Далъс“ от 2005 г., като преди това е бил известен като „Далас Бърн“, но впоследствие Бърн изчезва от името на тима.

## Легенди на отбора
Сред известните имена, играли в отбора на „Далас“, са:
- Шака Хислоп
- Уго Санчес
- Ален Сутер
- Джейсън Крайс - рекордьор в клубната история със своите (247 мача и 91 гола), който e треньор на Реал Солт Лейк.

## Български футболисти
- Антон Недялков: 2018 - (9 мача - 0 гола)